# Radar AN/APG-81
Radar AN/APG-81 – opracowany i produkowany przez Northrop Grumman radar AESA trzeciej generacji z syntetyczną aperturą, na wyposażeniu samolotów wielozadaniowych Lockheed Martin F-35 w wersjach A, B i C.
AN/APG-81 jest aktywnym i pasywnym radarem LPI kontroli ognia dalekiego zasięgu wykorzystywanym w misjach walki powietrznej oraz zwalczania celów lądowych, a także dla celów walki elektronicznej, rozpoznania oraz wywiadu. Radar zawiera 1676 modułów nadawczo-odbiorczych, z których każdy pracuje jak osobny radar. Dzięki swojej bardzo dużej mocy radar jest w stanie wykrywać i śledzić cele w bardzo dużej odległości, dzięki jednak ciągłej zmienności parametrów wiązki jest bardzo trudny do zakłócenia. Duża moc pozwala mu również – jako jedynemu znanemu radarowi na świecie – na prowadzenie skutecznej walki elektronicznej, w czym dorównuje wyspecjalizowanym samolotom walki elektronicznej Boeing EA-18G Growler, aczkolwiek w mniejszej szerokości wiązki wynoszącej 2°.
Radar APG-81 wywodzi się z zastosowanego w samolotach Lockheed Martin F-22 Raptor radaru AESA AN/APG-77. W wersji samolotu F-35 Block 4, ma zostać zastąpiony stanowiącym jego rozwinięcie radarem AN/APG-85. Przed wprowadzeniem APG-85, radar APG-81 uważany jest jednak za najnowocześniejszy lotniczy radar AESA na świecie – znacznie przewyższający pod względem mocy i możliwości zastosowany w rosyjskich samolotach Su-57 szczelinowy radar AESA pierwszej generacji N036 Biełka. Według informacji Northropa Grummana, radar nie zawiera żadnych elementów ruchomych, zaś jego naprawa zajmować ma nie więcej niż 30 minut.

## Historia
Radar AN/APG-81 został opracowany przez Northropa Grummana jako rozwojowa wersja następnej generacji, zastosowanego w F-22 Raptor radaru AN/APG-77. Konstrukcja ta została następnie udoskonalona w zastosowanym w Lockheed Martin F-16 Block 60 radarze APG-80.

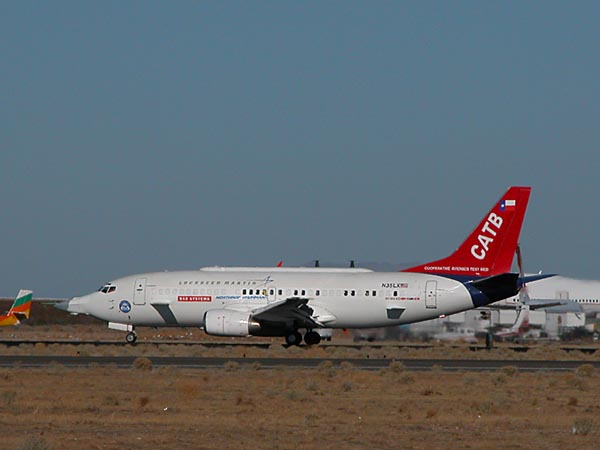
Zmodyfikowany dla testów elementów F-35 Boeing 737 Classic oznaczony jako Lockheed Martin CATB. W samolocie zastosowano między innymi widoczną na zdjęciu oryginalną część nosową F-35

Taka droga rozwoju, umożliwiła szybkie wdrażanie nowych technologii, przy zachowaniu najlepszych rozwiązań pośrednich, oraz otworzyła drogę dla nowych, bardziej zaawansowanych funkcji. Testy APG-81 przeprowadzane były wraz ze stopniową integracją urządzenia z resztą awioniki samolotu. Zapoczątkowane były laboratoryjnymi testami samego radaru, wyizolowanego od reszty systemu, po czym przeprowadzono zapoczątkowane w sierpniu 2005 roku testy w powietrzu na lotniczej platformie testowej Northropa Grummana, opartej na przystosowanym do tego celu BAC 1-11. Po ich zakończeniu, radar APG-81 został zintegrowany z zestawem awioniki, celem dalszych testów laboratoryjnych oraz na lotniczej platformie testowej Lockheeda Martina CATB. Dopiero pomyślne testy na CATB umożliwiły pełne testy w powietrzu, radaru zainstalowanego w testowym F-35. Pierwszy test w locie radaru zainstalowanego na Lockheed Martin Cooperative Avionics Test Bed (CATB) przeprowadzony został w listopadzie 2008 roku, zaś w kwietniu 2010 roku APG-81 odbył pierwszy lot testowy w kadłubie F-35.

## Opis
AN/APG-81 jest wielofunkcyjnym aktywnym i pasywnym radarem z syntetyczną aperturą o wysokiej rozdzielczości, umożliwiającym szczegółowe mapowanie i rozpoznanie celów powietrznych i naziemnych z wysokim stopniem przejrzystości, pomagając w zbieraniu informacji wywiadowczych i identyfikacji celów. Poza swoją pierwszoplanową funkcją, APG-81 zapewnia ochronę przez zakłócaniem, sam może również służyć do walki elektronicznej, dysponując zdolnością do zakłócania radarów przeciwnika, i zakłócania systemów naprowadzania wrogich pocisków rakietowych. Jego konstrukcja zapewnia przy tym możliwość działania w środowisku intensywnych zakłóceń elektronicznych, z niskim prawdopodobieństwem wykrycia. Antena radaru APG-81 zbudowana została z 1676 wykonanych z arsenku galu (GaAs) półprzewodnikowych modułów nadawczo–odbiorczych, z których każdy pracuje jako oddzielny radar.